# Rentes rente
Rentes rente eller kapitalfremskrivning er det fænomen, at når en kapital forrentes adskillige gange til en konstant rentefod, stiger renteudbetalingerne fra den ene renteudbetaling til den næste. Årsagen er, at rentepengene lægges til den oprindelige kapital, så der ved næste renteudbetaling betales renter af et så meget desto større beløb.

## Beregning
Hvis man antager at rentefoden er konstant, og renteudbetalingerne sker med regelmæssige mellemrum, kaldet terminer, kan man beregne det beløb som en vis, oprindelig, kapital er "vokset til" efter et vist antal af disse terminer, idet:

{\displaystyle K_{n}=K_{0}\cdot \left(1+{\frac {p}{100}}\right)^{n}}
hvor
- {\displaystyle n} er antallet af terminer,
- {\displaystyle p} er den procentvise rente pr. termin,
- {\displaystyle K_{0}} er den oprindelige kapital, og
- {\displaystyle K_{n}} er kapitalens størrelse efter de {\displaystyle n} terminer

## Udledning af renteformlen
Fra {\displaystyle K_{n-1}}  (kapitalens størrelse efter {\displaystyle n-1} terminer) og til {\displaystyle K_{n}} er der sket én rentetilskrivning, dvs.
{\displaystyle K_{n}=\left(1+{\frac {p}{100}}\right)\cdot K_{n-1}}
Tilsvarende har vi at {\displaystyle K_{n-1}=\left(1+{\frac {p}{100}}\right)\cdot K_{n-2}} og så fremdeles. Benytter vi relationen indtil vi rammer startkapitalen {\displaystyle K_{0}} finder vi at
{\displaystyle K_{n}=\left(1+{\frac {p}{100}}\right)\cdot K_{n-1}=\left(1+{\frac {p}{100}}\right)\cdot \left(1+{\frac {p}{100}}\right)\cdot K_{n-2}=...=\left(1+{\frac {p}{100}}\right)^{n}\cdot K_{0}}
Dette viser altså at slutkapitalen efter {\displaystyle n} terminer er givet ved {\displaystyle K_{n}=\left(1+{\frac {p}{100}}\right)^{n}\cdot K_{0}}

## Regneark
De fleste regneark, som f.eks. Excel har indbyggede funktioner til at beregne finansielle nøgletal. Rentes rente kan beregnes med Excel funktionen FV (future value), som beregner værdien af periodiske indbetalinger med fast rente, ved at udelade periodiske indbetalinger. I terminologien ovenfor:
{\displaystyle K_{n}=FV(p/100,n,0,K_{o},0)}